# Musafus Rechnitzer
Musafus Rechnitzer var en ritlärare av preussisk härkomst verksam i Sverige under tidigt 1800-tal.
Rechnitzer kom från Köpenhamn till Göteborg 1813 och annonserade i Göteborgs tidningar att han gav lektioner i teckning och målning. På grund av att han troligen inte fick så många elever flyttade han över verksamheten till Stockholm 1814.  